# Magnetofon kasetowy

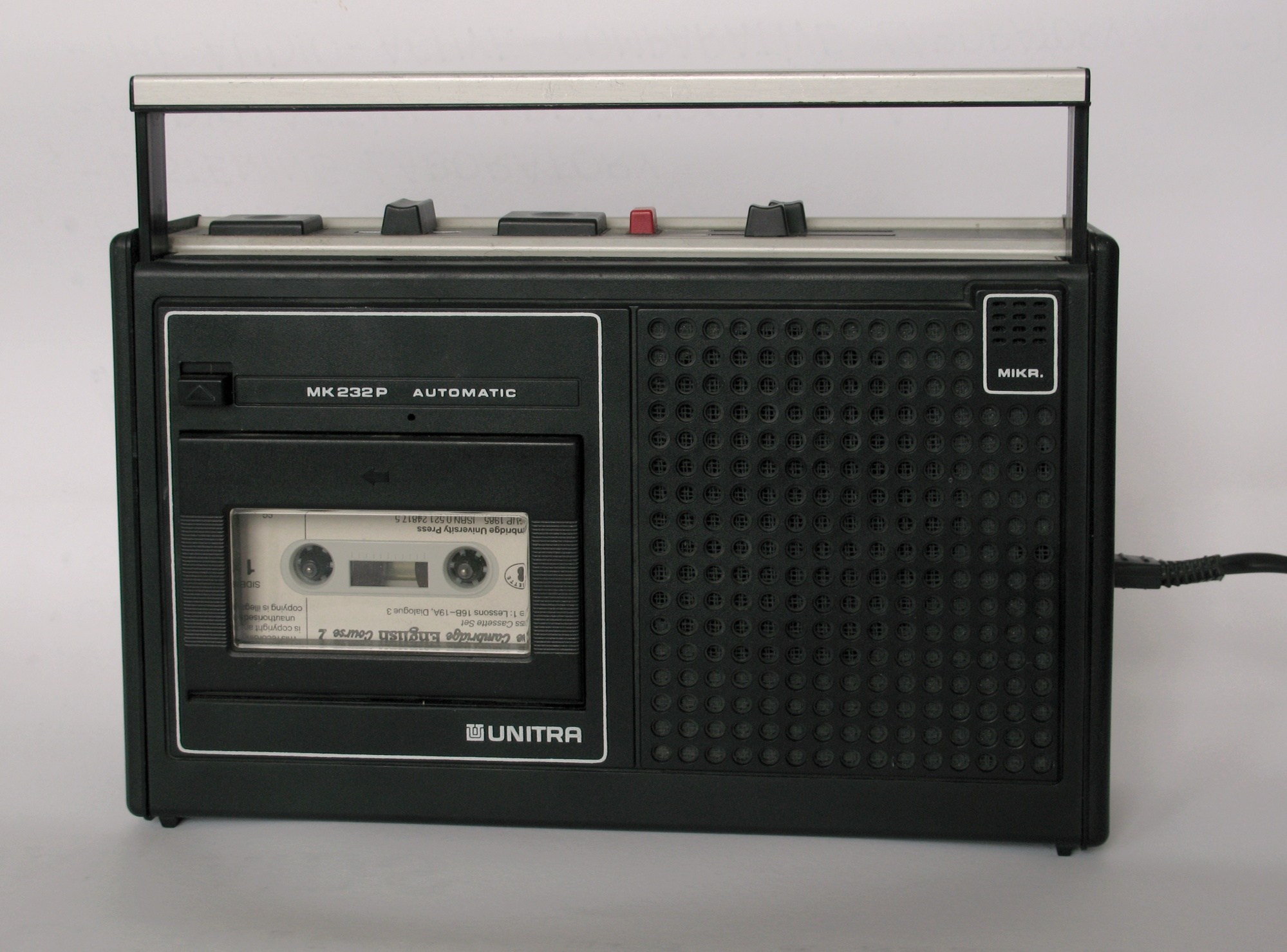
Magnetofon kasetowy produkcji zakładów Unitra-Lubartów, model MK 232. Produkt licencyjny, bazowany na magnetofonie firmy Grundig

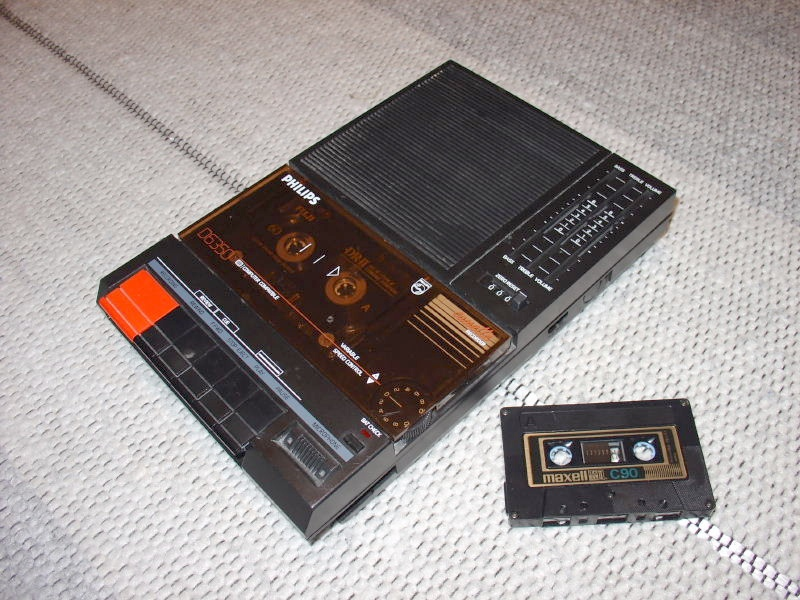
Magnetofon kasetowy Philips D6350 z kasetą magnetofonową

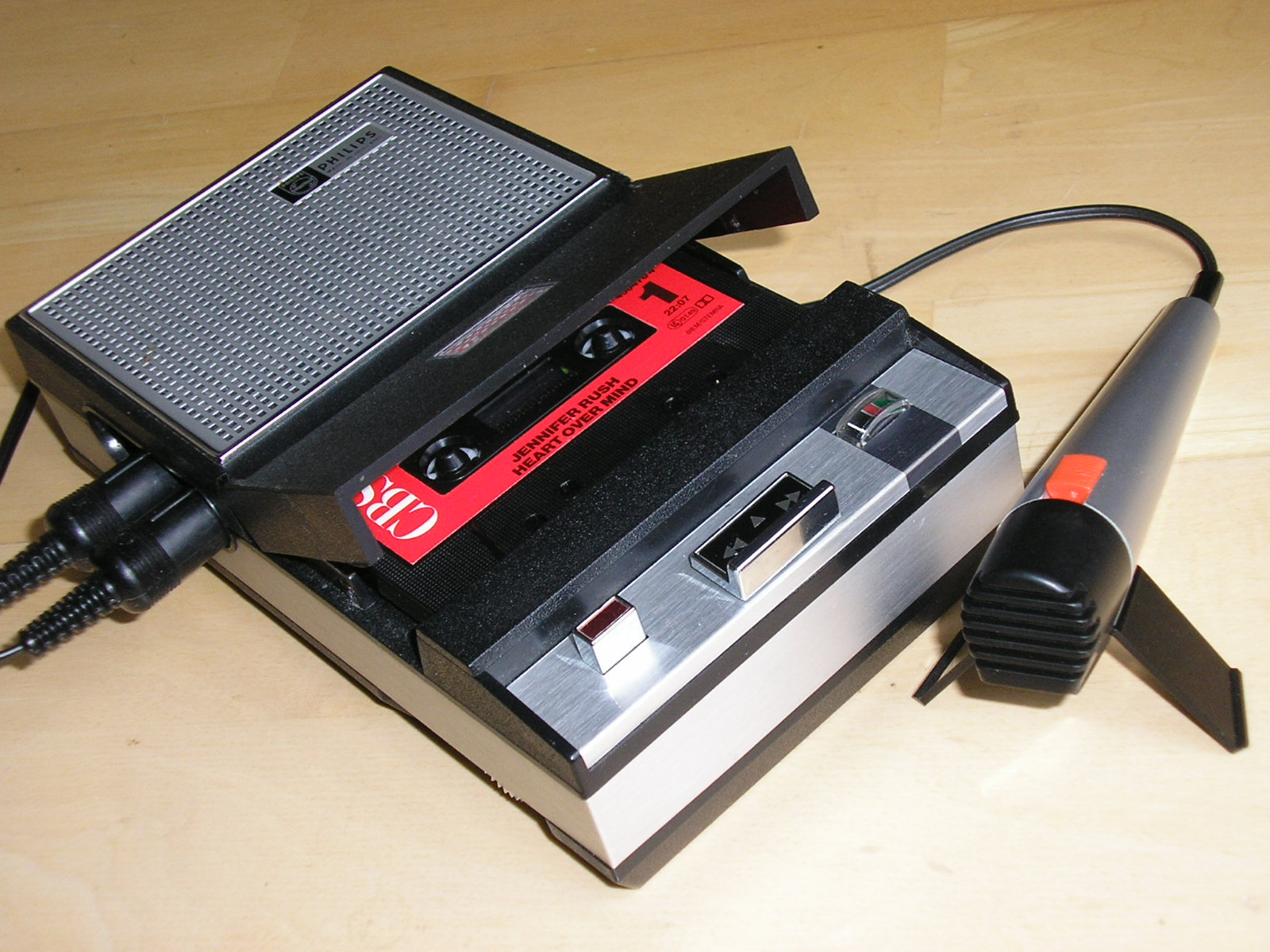
Magnetofon kasetowy Philips EL3302 z mikrofonem

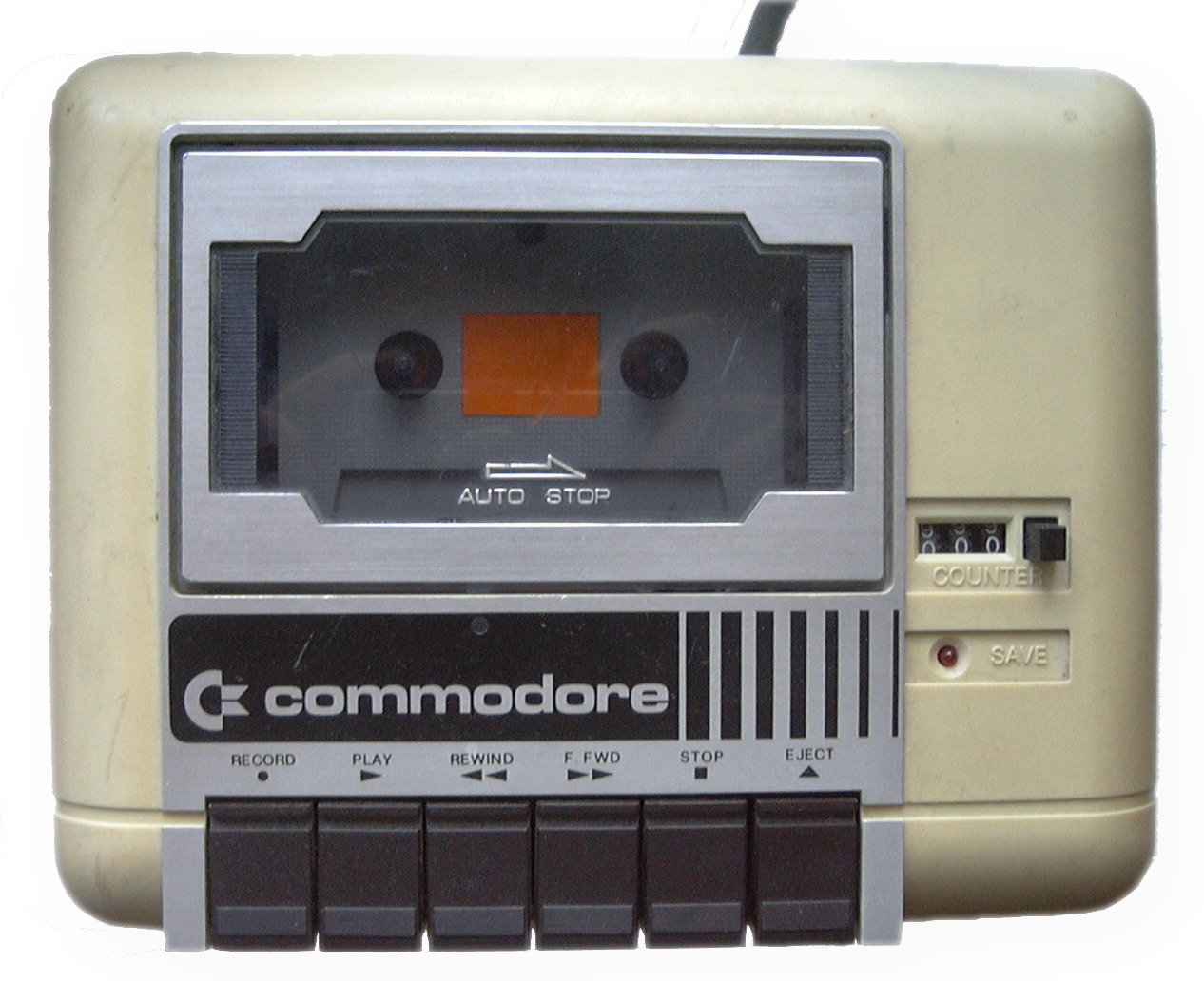
Magnetofon kasetowy Commodore 1530 (Datassette)

Magnetofon kasetowy (kasetofon; pot. kasetowiec; środ. kaseciak) – przenośny lub stacjonarny, samodzielny lub jako element zestawu hi-fi, magnetofon mogący odtwarzać i nagrywać kasety magnetofonowe, często z wbudowanym mikrofonem.
Wyróżniamy kilka typów magnetofonów, ze względu na:
- sposób sterowania:
  - mechanizm „miękki” (soft touch) – klawisze często są zrealizowane na mikroprzełącznikach lub przyciskach dotykowych. Po naciśnięciu klawisza przepływ prądu uruchamia daną funkcję w magnetofonie (jest to zrealizowane przez mikroprocesor) przykład – Nakamichi Dragon
  - mechanizm „twardy” – funkcję w magnetofonie są uruchamiane poprzez wciśnięcie danego klawisza, który porusza cięgnami. Wymagają większej siły, aby je wcisnąć, można je rozpoznać po bardzo dużym skoku oraz charakterystycznym dźwięku – przykład MARANTZ 1820
- tor odczytu:
  - jednogłowicowe – posiadają jedną głowicę odczytującą, magnetofon taki może tylko odtwarzać (rzadko spotykane rozwiązanie).
  - dwugłowicowy – umożliwia zapis i odczyt, znajduje się w nim głowica nagrywająco-odczytująca oraz kasująca.
  - trzygłowicowe – spotykane często w magnetofonach wysokiej klasy – ma głowice kasującą, nagrywającą i odczytującą, ten typ pozwala na jednoczesne nagrywanie i odsłuch.

Rodzaje magnetofonów kasetowych:
- jednokasetowe
- dwukasetowe
- z autorewersem (automatyczne odtwarzanie drugiej strony kasety, po zakończeniu pierwszej strony)
- radiomagnetofony (z wbudowanym radioodbiornikiem)
- magnetofony cyfrowe DAT

Przykładowe modele magnetofonów kasetowych:
- magnetofon kasetowy Kapral B113 produkcji Zakładów Radiowych im. Kasprzaka w Warszawie z 1980.
- radiomagnetofon jednokasetowy MK 232p produkcji Unitra-Lubartów na licencji zakładów Grundig
- magnetofon Commodore 1530 przeznaczony dla komputera Commodore 64
- magnetofon jednokasetowy Diora MDS440
- magnetofon dwukasetowy Diora MDS502
- magnetofon ZRK 9010

## Zobacz też

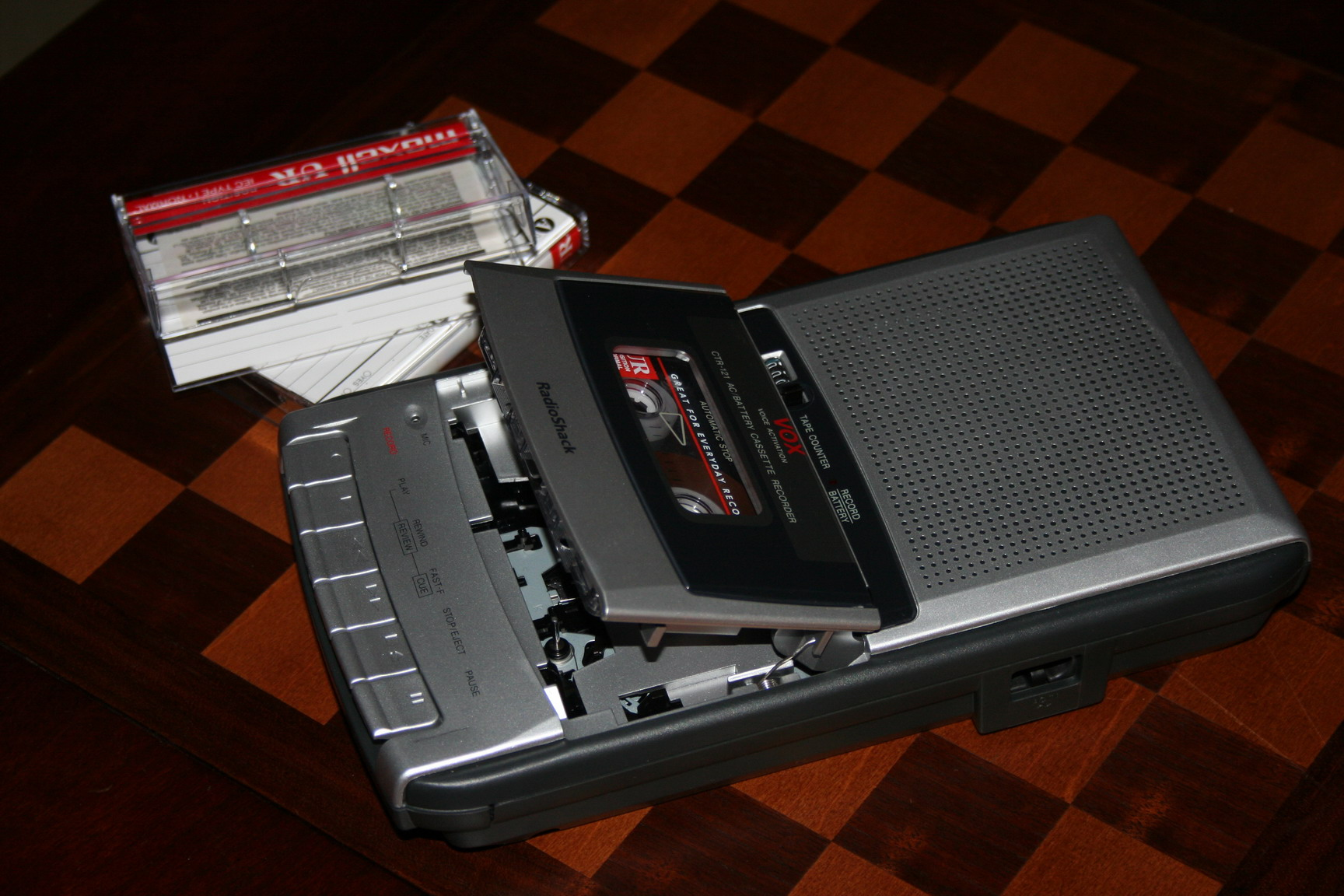
Magnetofon firmy RadioShack
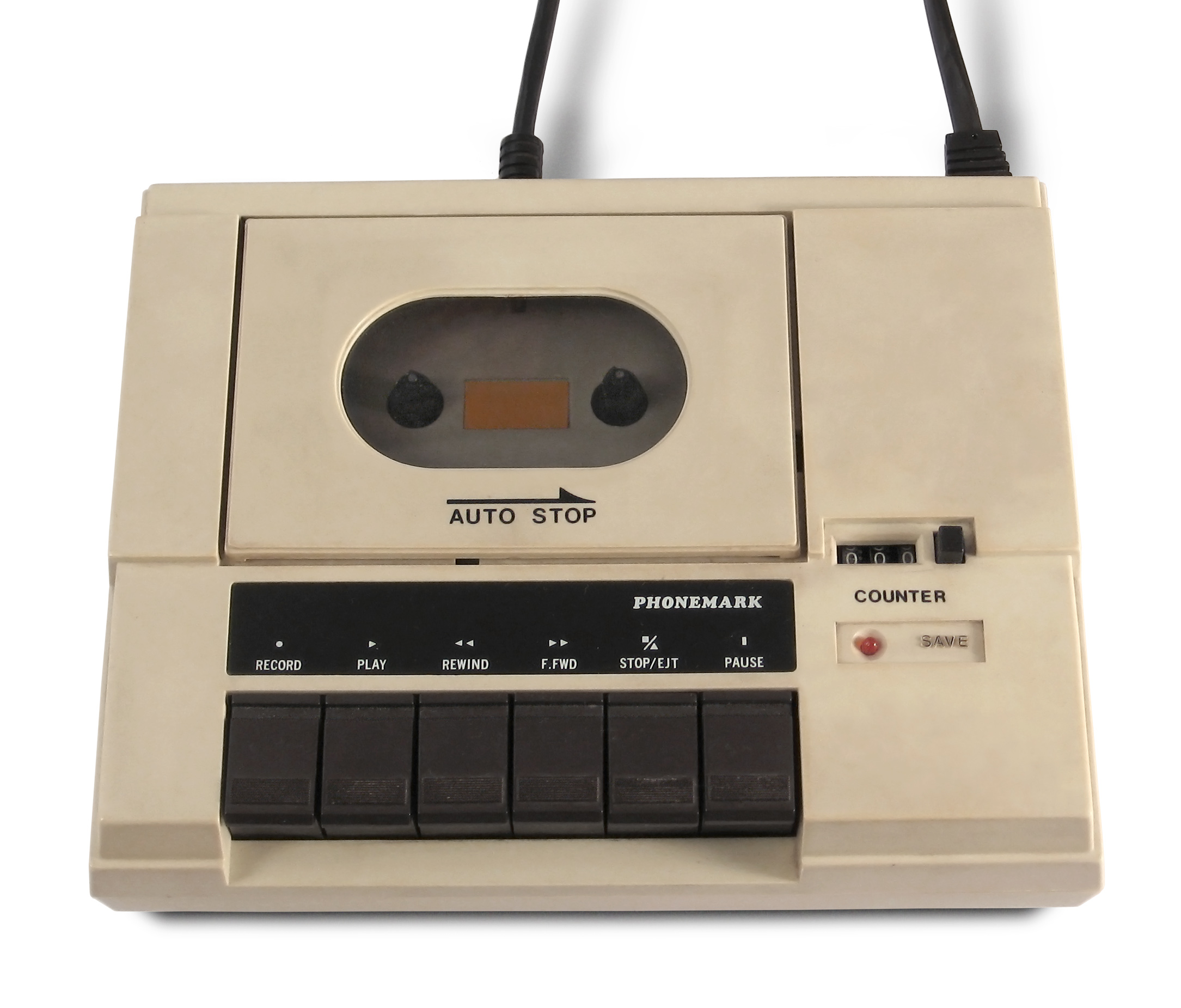
Magnetofon Phonemark dla komputerów Atari